# Leptofelis vallesiensis
Leptofelis vallesiensis — викопний вид хижих ссавців родини котових (Felidae), що жив у Європі в пізньому міоцені.

## Скам'янілості
Частковий, але добре збережений скелет та декілька черепів знайдені у 2012 році на пагорбі Серро-де-лос-Баталлонес у містечку Торрехон-де-Веласко в Іспанії. На основі зразків було описано новий вид вимерлих кішок Styriofelis vallesiensis. Однак у 2017 році автори таксона дійшли висновку, що зразки досить відрізняються від інших видів Styriofelis, тому для виду призначили новий рід Leptofelis.

## Опис
За будовою тіла та розмірами кішка була схожою на сучасних каракала або сервала. За оцінками, тварина важила 7,2–9,0 кг. Мала довгі ноги. Вид займав проміжне положення між деревними та наземними видами кішок. Вважається, що Leptofelis жив, в основному на землі, хоча все ще лазив по деревах, щоб врятуватися від ворогів. Leptofelis віддавав перевагу відкритим лісам і полював на гризунів, птахів та інших тварин, яких міг легко подолати.